# Pickens County (Alabama)
Pickens County ist ein County im Bundesstaat Alabama der Vereinigten Staaten. Der Verwaltungssitz (County Seat) ist Carrollton. Das County gehört zu den Dry Countys, was bedeutet, dass der Verkauf von Alkohol eingeschränkt oder verboten ist.

## Geographie
Das County liegt im Nordwesten von Alabama, grenzt im Westen an Mississippi und hat eine Fläche von 2305 Quadratkilometern, wovon 22 Quadratkilometer Wasserfläche sind. Es grenzt im Uhrzeigersinn an folgende Countys: Lamar County, Fayette County, Tuscaloosa County, Greene County und Sumter County.

## Geschichte
Pickens County wurde am 20. Dezember 1820 gebildet. Benannt wurde es nach Andrew Pickens aus South Carolina, einem General im amerikanischen Revolutionskrieg. Der erste Sitz der County-Verwaltung war in Picken's Courthouse, später Pickens genannt und Pickensville. 1830 wurde der Sitz verlegt nach Carrollton.

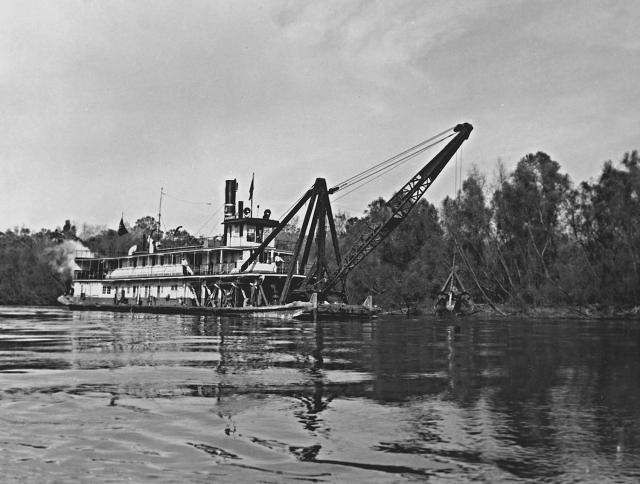
Montgomery (nach 1925)

Sieben Bauwerke und Stätten im County sind im National Register of Historic Places (NRHP) eingetragen (Stand 7. April 2020), darunter hat das Flussboot Montgomery den Status eines National Historic Landmarks.

## Demographische Daten

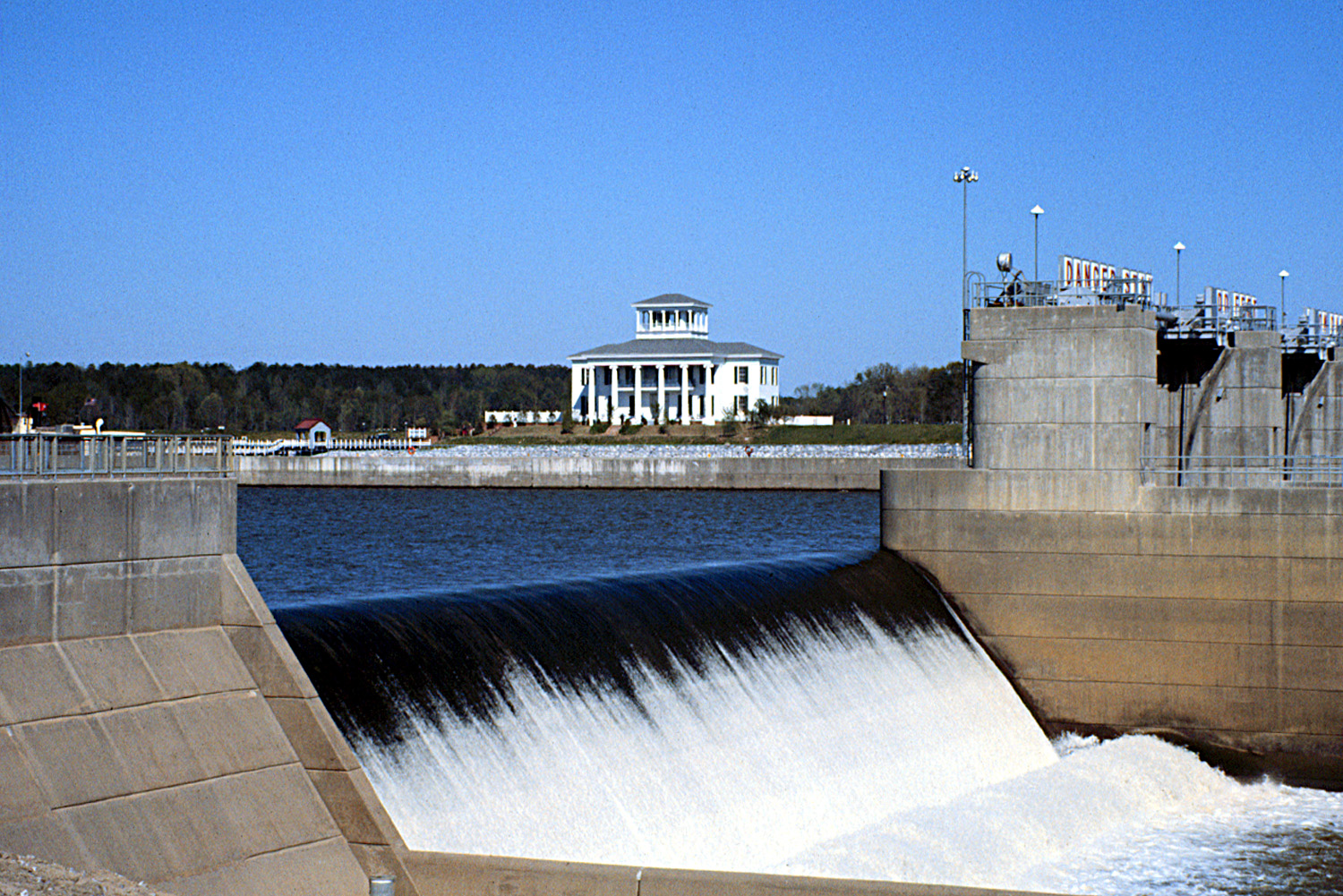
Der Tom Bevill Dam mit Schiffshebewerk am Tennessee-Tombigbee Waterway bei Pickensville

Nach der Volkszählung im Jahr 2000 lebten im Pickens County 20.949 Menschen. Davon wohnten 211 Personen in Sammelunterkünften, die anderen Einwohner lebten in 8.086 Haushalten und 5.789 Familien. Die Bevölkerungsdichte betrug 9 Einwohner pro Quadratkilometer. Ethnisch betrachtet setzte sich die Bevölkerung zusammen aus 55,95 Prozent Weißen, 42,96 Prozent Afroamerikanern, 0,12 Prozent amerikanischen Ureinwohnern, 0,11 Prozent Asiaten, 0,02 Prozent Bewohnern aus dem pazifischen Inselraum und 0,22 Prozent aus anderen ethnischen Gruppen; 0,63 Prozent stammten von zwei oder mehr Ethnien ab. 0,70 Prozent der Bevölkerung waren spanischer oder lateinamerikanischer Abstammung.
Von den 8.086 Haushalten hatten 32,6 Prozent Kinder und Jugendliche unter 18 Jahren, die bei ihnen lebten. In 49,8 Prozent lebten verheiratete, zusammen lebende Paare, 18,2 Prozent waren allein erziehende Mütter, 28,4 Prozent waren keine Familien, 26,4 Prozent aller Haushalte waren Singlehaushalte und in 12,5 Prozent lebten Menschen im Alter von 65 Jahren oder darüber. Die Durchschnittshaushaltsgröße betrug 2,56 und die durchschnittliche Familiengröße betrug 3,11 Personen.
27,3 Prozent der Bevölkerung waren unter 18 Jahre alt, 8,5 Prozent zwischen 18 und 24, 25,8 Prozent zwischen 25 und 44, 22,8 Prozent zwischen 45 und 64 und 15,7 Prozent waren 65 Jahre oder älter. Das Durchschnittsalter betrug 37 Jahre. Auf 100 weibliche Personen kamen 88,1 männliche Personen und auf Frauen im Alter von 18 Jahren und darüber kamen 83,3 Männer.
Das jährliche Durchschnittseinkommen eines Haushalts betrug 26.254 USD, das Durchschnittseinkommen einer Familie 32.938 USD. Männer hatten ein Durchschnittseinkommen von 28.843 USD, Frauen 20.569 USD. Das Prokopfeinkommen betrug 13.746 USD. 20,1 Prozent der Familien und 24,9 Prozent der Einwohner lebten unterhalb der Armutsgrenze.

## Orte im Pickens County
- Aliceville
- Beards Mill
- Beasley
- Beaver Town
- Bell
- Benevola
- Bridgeville
- Carrollton
- Coal Fire
- Cochrane
- Cunningham
- Dancy
- Delma
- Dillburg
- Ethelsville
- Forest
- Garden
- Gordo
- Hickory
- Kirk
- Lathrop
- Lois Spring
- Macedonia
- McMullen
- McShan
- Melrose
- Memphis
- Olney
- Palmetto
- Pickensville
- Pioneer
- Reform
- Sapps
- Shaw
- Stafford
- Stansel
- Vienna
- Zion